# Pepinster
Pepinster ist eine Gemeinde in der Provinz Lüttich in der Wallonischen Region in Belgien. Sie liegt an der Weser, die in die Ourthe fließt, und befindet sich ca. 35 km südwestlich von Aachen. Sie gehört der Euregio Maas-Rhein an. Die Einwohnerzahl beträgt 9274 (Stand 1. Januar 2024), die Fläche 24,79 km².

## Städtepartnerschaften
Pepinster unterhält eine Städtepartnerschaft mit der Gemeinde Avallon in Frankreich.

## Kultur und Sehenswürdigkeiten
Das Fort Tancremont auf dem Gemeindegebiet war Bestandteil des Festungsringes Lüttich. Der kleine viereckige Hauptblock des Forts ist in großen Teilen erhalten und kann besichtigt werden.

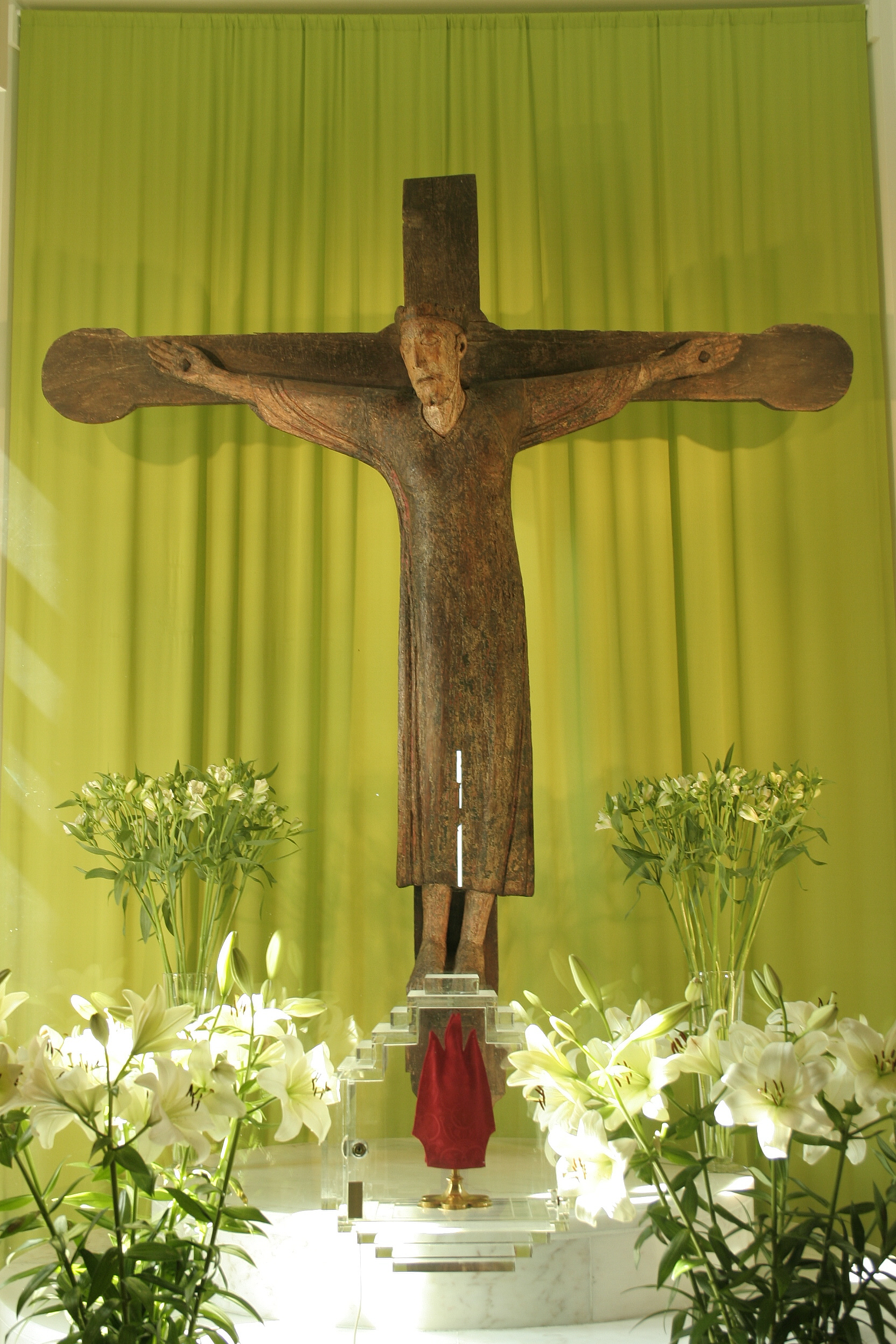
Romanisches Kreuz: Christus von Tancrémont
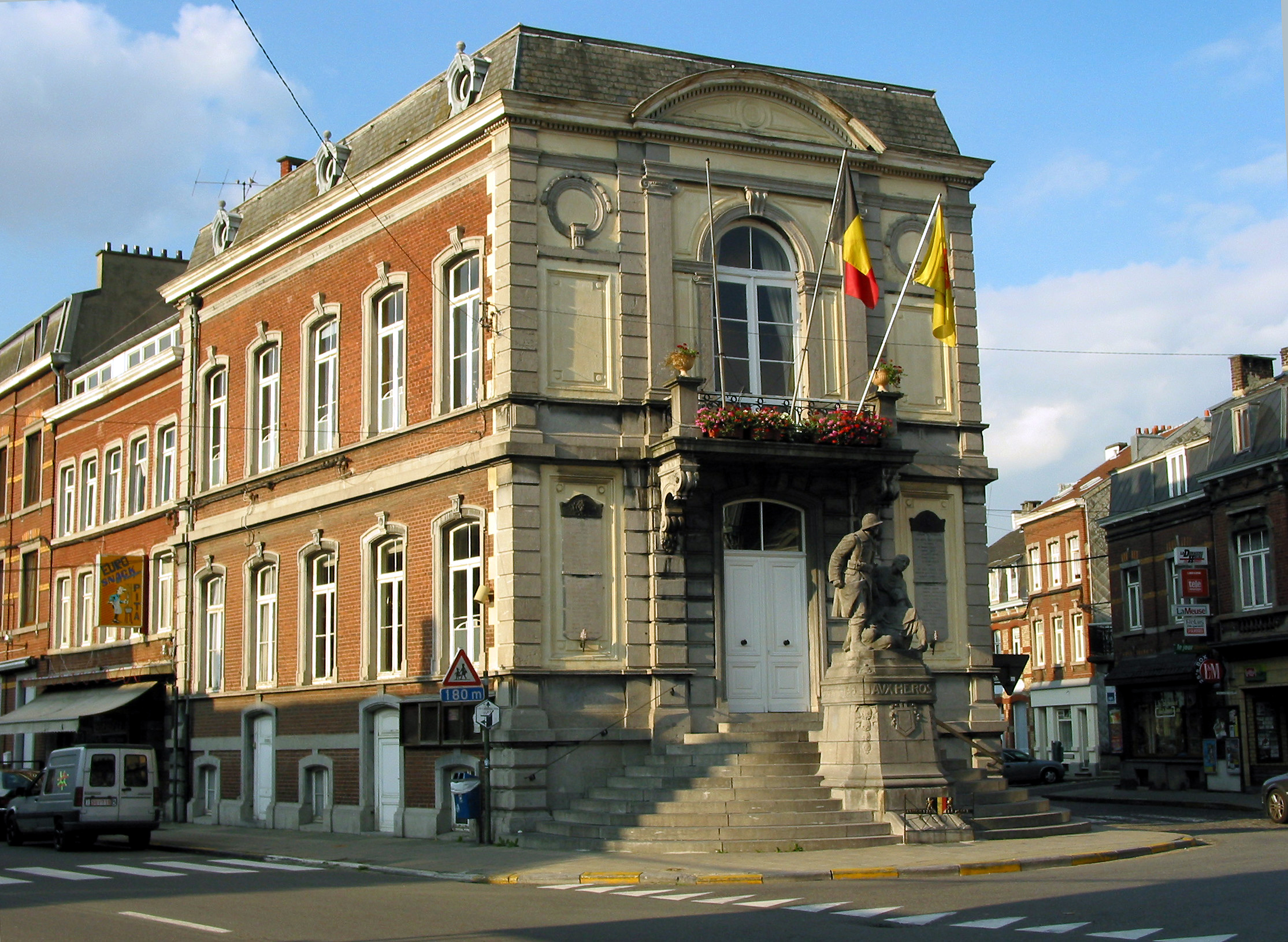
Rathaus
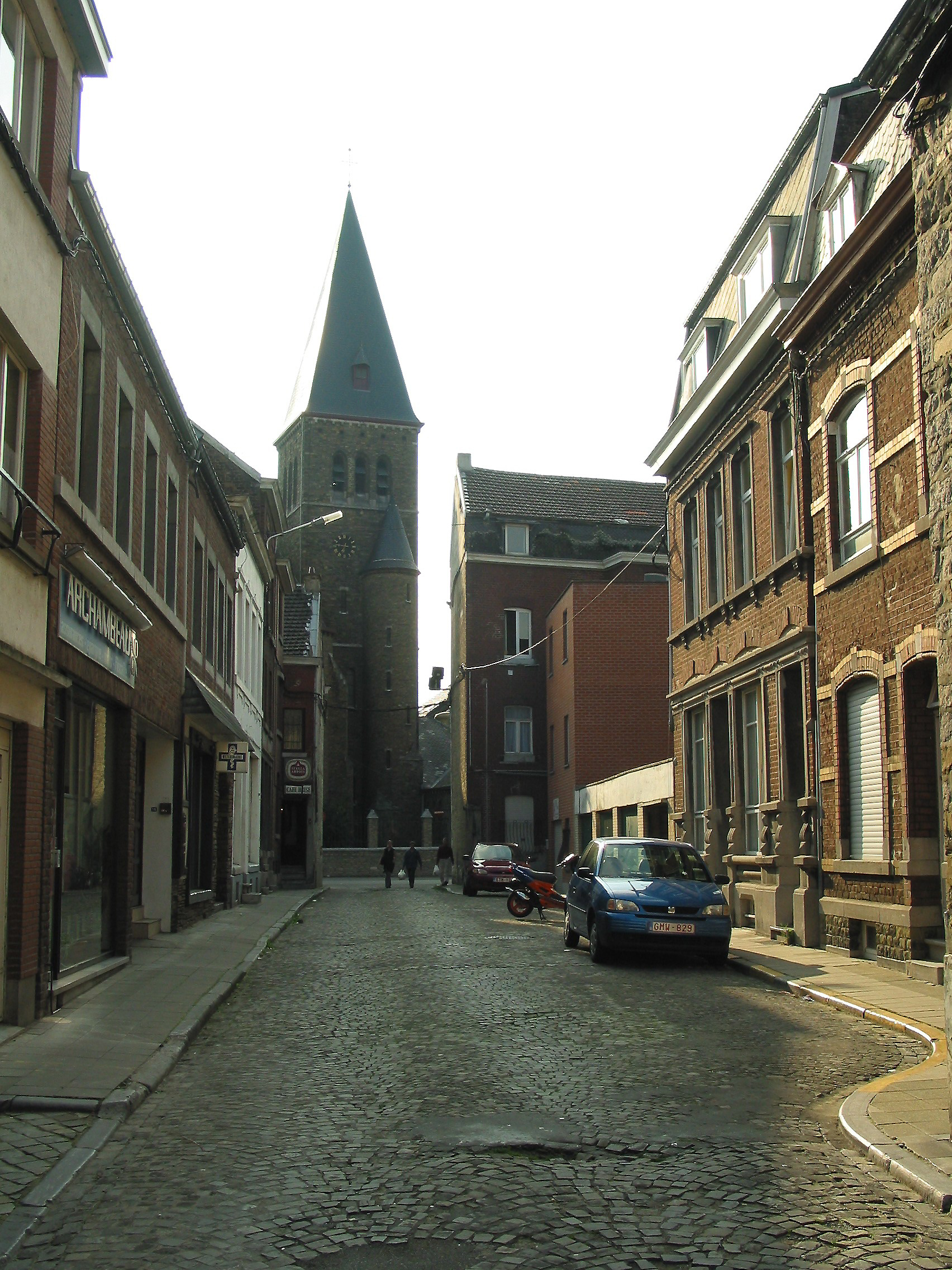
Kirche
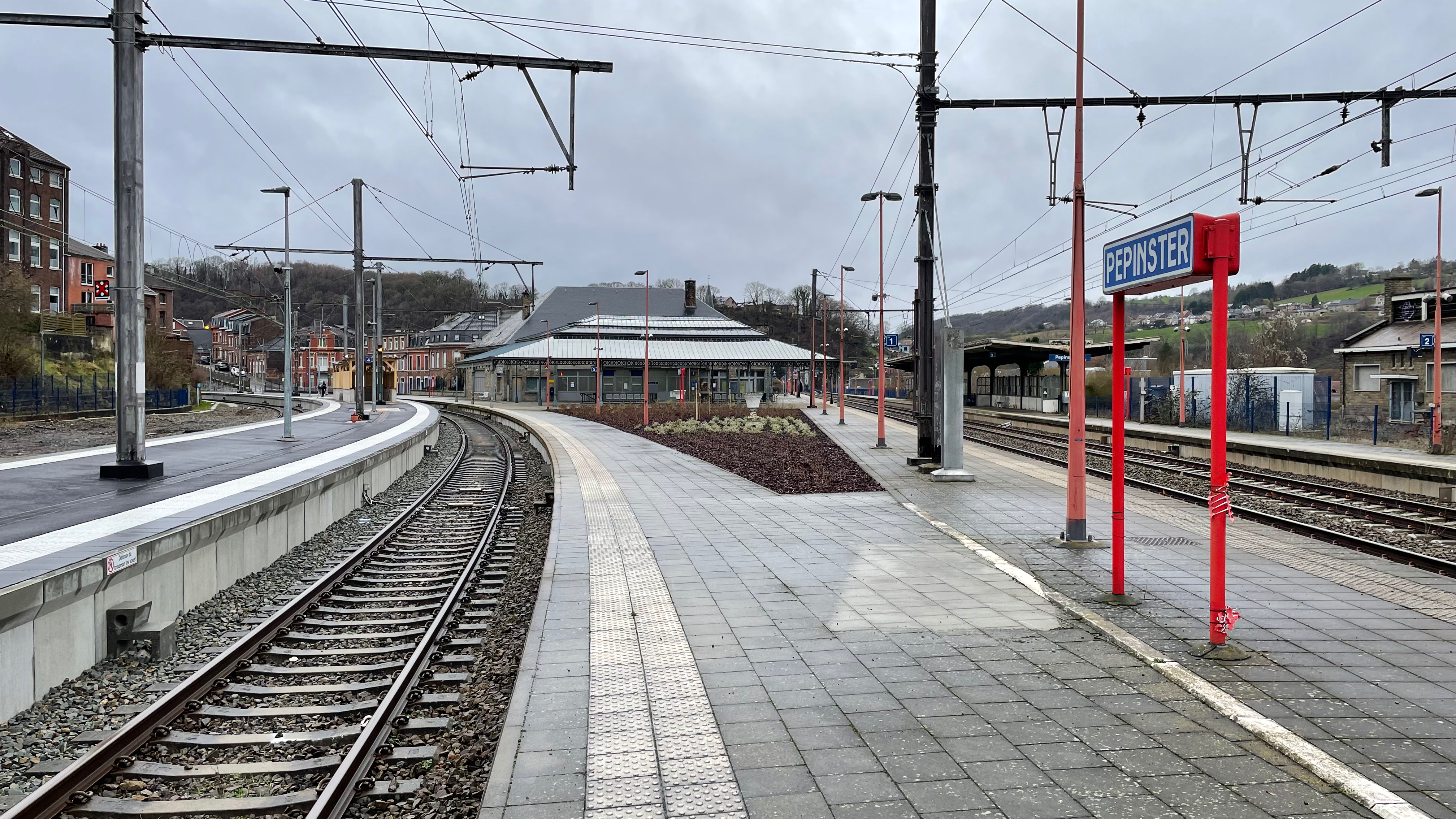
Keilbahnhof
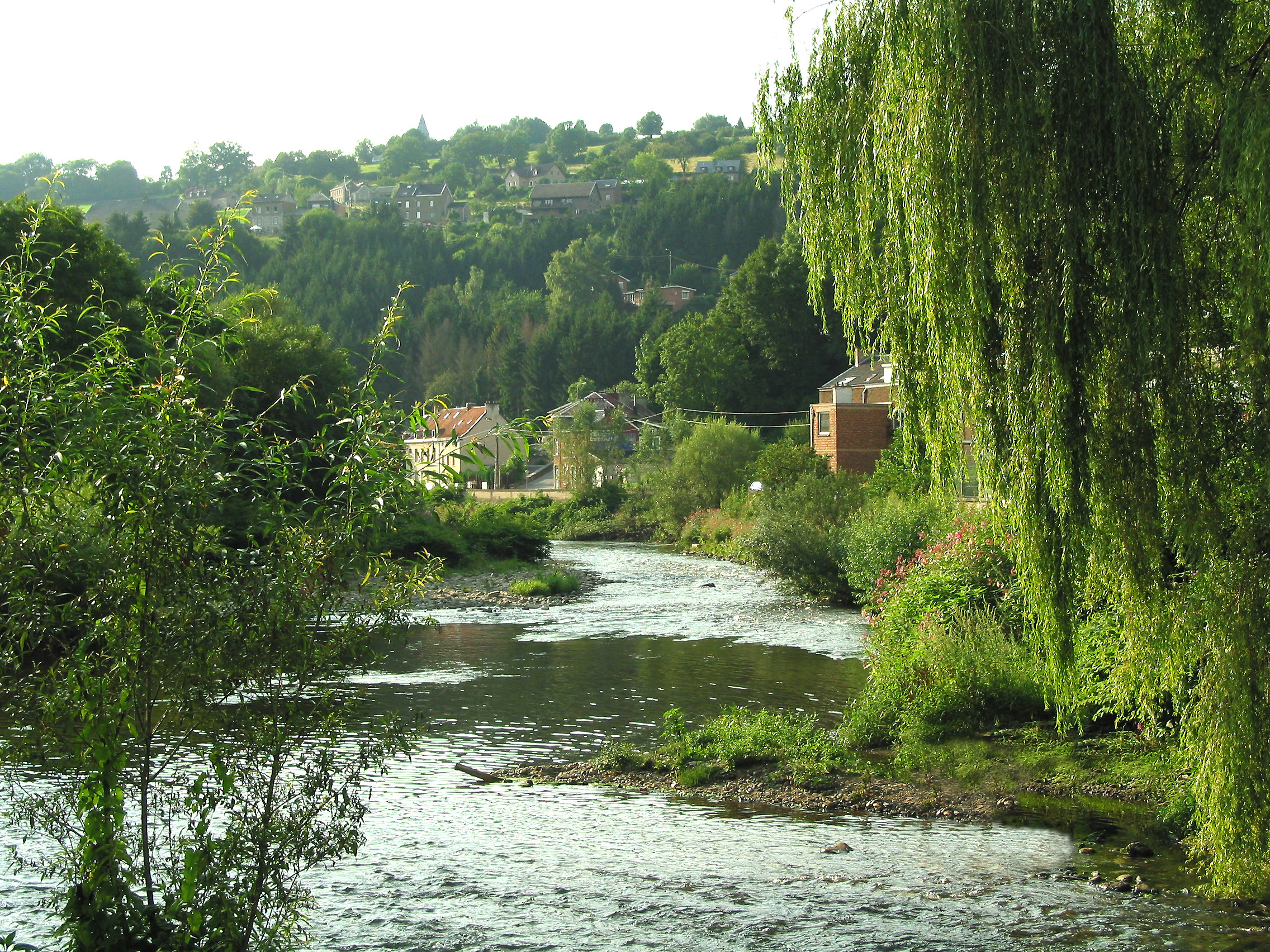
Weser (Vesdre) bei Pepinster
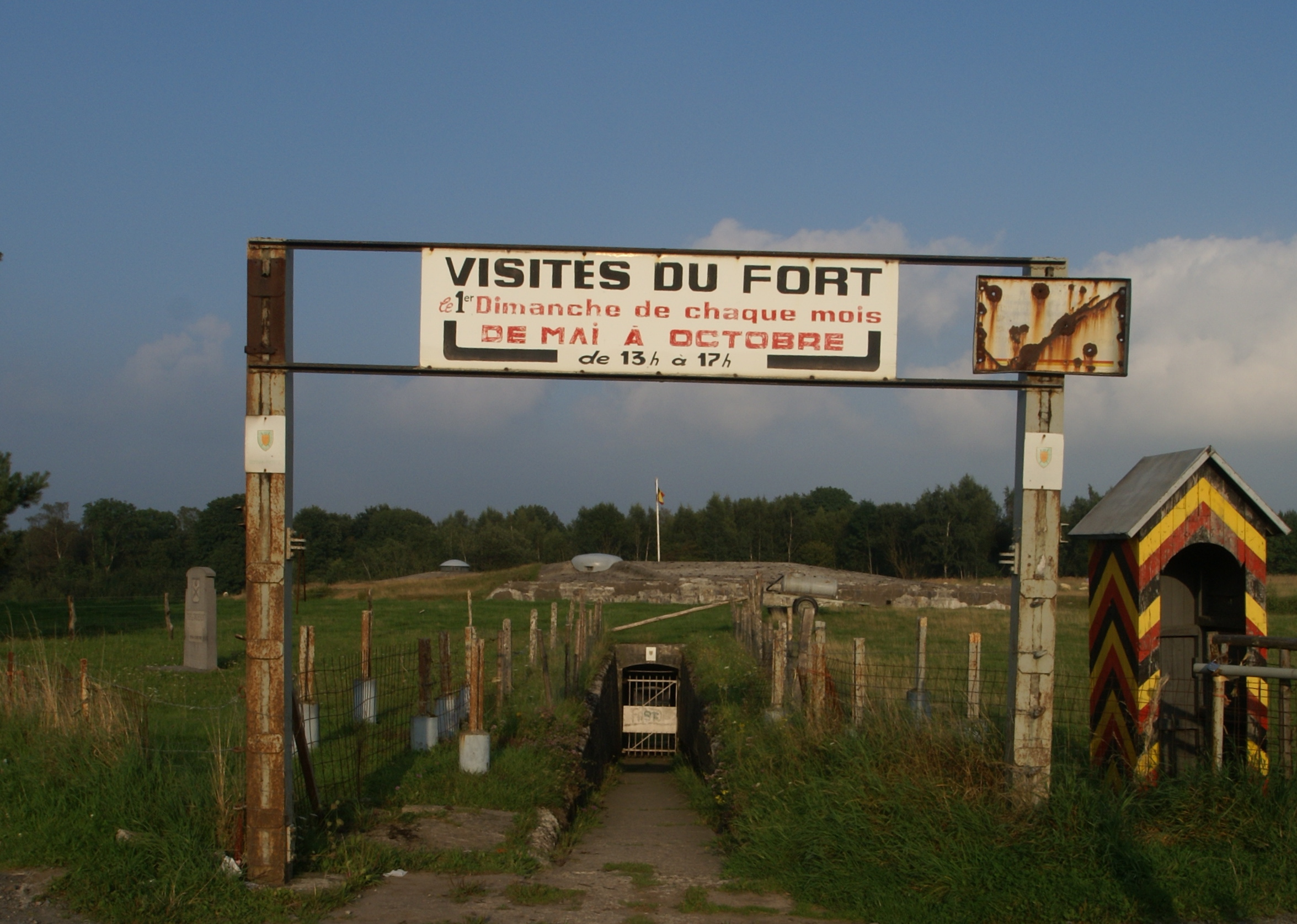
Eingang zum Fort Tancremont

## Verkehr
In Pepinster zweigt die Bahnstrecke nach Spa-Géronstère (L 44) von der Bahnstrecke Liège–Aachen (L 37) ab. Am Bahnhof halten Intercity-Züge und Regionalbahnen (in Belgien: L) sowie Züge der S-Bahn Lüttich. 
| Linie  | Verlauf | Takt   |   |
| ------ | --- | ------ | - |
| IC 01  | Eupen – Welkenraedt – Verviers-Central – Pepinster – Liège-Guillemins – Leuven – Brüssel-Nord – Brüssel-Central – Brüssel-Süd – Gent-Sint-Pieters – Brugge – Oostende | 60 min |   |
| IC 12  | Kortrijk – Gent-Sint-Pieters – Brüssel-Süd – Brüssel-Central – Brüssel-Nord – Leuven – Liège-Guillemins – Pepinster – Verviers-Central – Welkenraedt                  | 60 min |   |
| S 41   | Liège-Saint-Lambert – Liège-Guillemins – Pepinster – Verviers-Central – Welkenraedt – Aachen Hbf                                                                      | 60 min |   |
| S 41   | Hasselt – Tongern – Herstal –- Liège-Saint-Lambert – Liège-Guillemins – Angleur – Pepinster – Verviers-Central                                                        | 60 min |   |
| L 5000 | Verviers-Central – Pepinster – Theux – Spa – Spa-Géronstère | 60 min |   |
| P      | verschiedene Verstärkerfahrten | HVZ    | – |

Es existieren einige regionale Buslinien der Gesellschaft TEC, u. a. nach Verviers.

## Flutkatastrophe 2021
In der Nacht vom 14. Juli 2021 wurde Pepinster von starken Überschwemmungen in der Region besonders dramatisch getroffen. In der Gemeinde und ihrer Umgebung wurden 27 Todesopfer und zahlreiche Vermisste gemeldet. Mehr als 1400 Häuser und Wohnungen wurden durch die immensen Wassermassen entweder total zerstört oder so stark beschädigt, dass viele von ihnen abgerissen werden mussten.

## Persönlichkeiten
- Pierre Joseph Gouvy (1715–1768), Unternehmer und Bürgermeister von Saarlouis
- Henry Gouvy (1752–1795), Unternehmer
- Dieudonné Gauthy (1893–1957), Radrennfahrer
- Georges Lemaire (1905–1933), Radrennfahrer